# Vääränjärvi (sjö i Norra Savolax, lat 63,62, long 27,35)
Vääränjärvi eller Vääräjärvi är en sjö i Finland. Den ligger i kommunen Idensalmi i landskapet Norra Savolax, i den centrala delen av landet, 400 km norr om huvudstaden Helsingfors. Vääränjärvi ligger 100,4 meter över havet. I omgivningarna runt Vääränjärvi växer i huvudsak blandskog. Den är 8 meter djup. Arean är 87,5 hektar och strandlinjen är 8,33 kilometer lång. Sjön  ingår i Vuoksens huvudavrinningsområde. 